# Marty Bergen
Marty Bergen (ur. 1948), amerykański brydżysta, nauczyciel gry w brydża, publicysta, autor licznych książek i artykułów o tematyce brydżowej, jedenastokrotny mistrz USA, popularyzator Prawa Lew Łącznych („Law of Total Tricks”). Opracował wiele popularnych konwencji, takich jak Podwójne Drury, Podniesienia Bergena i wiele innych.

## Wybrana bibliografia
- Points Shmoints (wydanie polskie Punkty Szmunkty )
- More POINTS SCHMOINTS!
- To Open, or Not to Open: Featuring the Rule of 20
- Bergen for the Defense